# Spilosmylus xaverii
Spilosmylus xaverii är en insektsart som beskrevs av Navás 1928. Spilosmylus xaverii ingår i släktet Spilosmylus och familjen vattenrovsländor. Inga underarter finns listade i Catalogue of Life.